# Банска художествена школа
Банската школа е възрожденска художествена школа от XVIII – XIX век, която възниква и се развива в Банско и околните селища в Разлога.

## История
Основоположник на Банската художествена школа е Тома Вишанов – Молера, който в края на XVIII и началото на XIX век я формира като живописна школа. Банската художествена школа влияе силно на Дебърската. Предполага се, че Вишанов учи във Виена в края на XVIII век, където е повлиян от теченията на европейската живопис.
Банската школа съществува като типично Възрожденско явление до Балканската война.
Сред известните родове в банската живопис е родът от Банско Молерови, с най-ярък представител Димитър Молеров, а също така и наследилите го Симеон Молеров и Георги Молеров. Други по-значими представители са Михалко Голев, Димитър Сирлещов и синът му Минчо Сирлещов, Костадин Марунчев, Димитър Неделчов, Иван Терзиев, Стефан Стаматов, Георги Бобошевски, Иван Димитров, Христо Гълъбов и други. Представители на школата са и членовете на така наречената Арнаутска група, от която се открояват Велян Огненов (Уста Велян) и неговият син Ангел Велянов и други.
Четките на банските зографи присъстват като елемент в герба на Банско.
- Свети Георги и Свети Димитър, XIX век, НИМ
- Свети Трифон и Свети Прокопий, ΧΙΧ век, НИМ

## Художествено наследство
Наследството на Банската школа е в две основни направления – живопис и дърворезба. Нейните представители работят в различни краища на Македония и Света гора. Сред резбарите по-известни са Уста Велян, Христо Гълъбов, Михалко Голев, Димитър Сирлещов и други. Техни произведения са иконостасът в черквата „Света Троица“ и старият иконостас в гробищната черква „Успение Богородично“ в Банско.
Банската живопис обхваща наследство от хиляди икони, изографисани в много църкви и манастири в течение на повече от едно столетие. Тя носи характеристиките на възрожденската живопис с нейното колебание между старите иконографски традиции и стремежа към създаване на нова стилистика. Тома Вишанов създава прогресивен за времето си и сложен стил. Синът му Димитър Молеров, отчитайки консервативния вкус на съвременниците си, връща стила си назад и рисува по светогорски маниер.
Известни произведения на Банската художествена школа се намират в:
- Рилският манастир в църквата „Покров Богородичен“ при постницата „Свети Лука“ и двата странични параклиса в Централната църква;
- църквата „Свети Димитър“ в Марулево;
- църквата „Света Троица“ в Банско;
- църквата „Свети Атанасий“ в Бобошево;
- църквата „Св. св. Петър и Павел“ в Добринище;
- църквата „Свето Сретение Господне“ в Добърско;
- църквата „Свети Архангел Михаил“ в Осеново;
- църквата „Свети Георги“ в Разлог;
- църквата „Въведение Богородично“ в Благоевград;
- църквата „Свети Архангел Михаил“ в село Лешко;
- църквата „Свети Димитър“ в село Палат.
- църквата „Успение Богородично“ в село Игралище
- църквата „Рождество Богородично“ в село Велюшец
- църквата „Св. св. Кирил и Методий “ в село Крънджилица

## Изследвания
- Атанас Божков, Живописната школа в Банско и нейният исторически развой. С., 1985.
- Сантова, М. Банските зографи и фолклорът. – В: Любен Прашков – реставратор и изкуствовед. Материали от научната конференция, посветена на 70-годишнината на проф. д-р Любен Прашков, проведена във ВТУ „Св. св. Кирил и Методий", 14 – 15 декември 2001 г. С., 2008, 76 – 84.